# راب رکرز
راب رکرز (انگلیسی: Rob Reckers؛ زادهٔ ۲۹ اوت ۱۹۸۱) بازیکن هاکی روی چمن اهل پادشاهی هلند است.